# Schizocosa hewitti
Schizocosa hewitti este o specie de păianjeni din genul Schizocosa, familia Lycosidae. A fost descrisă pentru prima dată de Lessert, 1915. Conform Catalogue of Life specia Schizocosa hewitti nu are subspecii cunoscute.